# 比松环形山
比松环形山（Buisson）是靠近月球背面赤道区的一座大撞击坑，其名称取自法国物理学家亨利·比松（1873年－1944年），1970年被国际天文学联合会正式接受。

## 描述

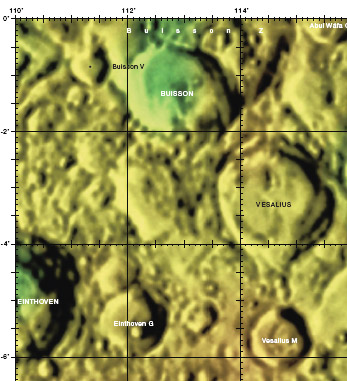
LAC-83 区域图

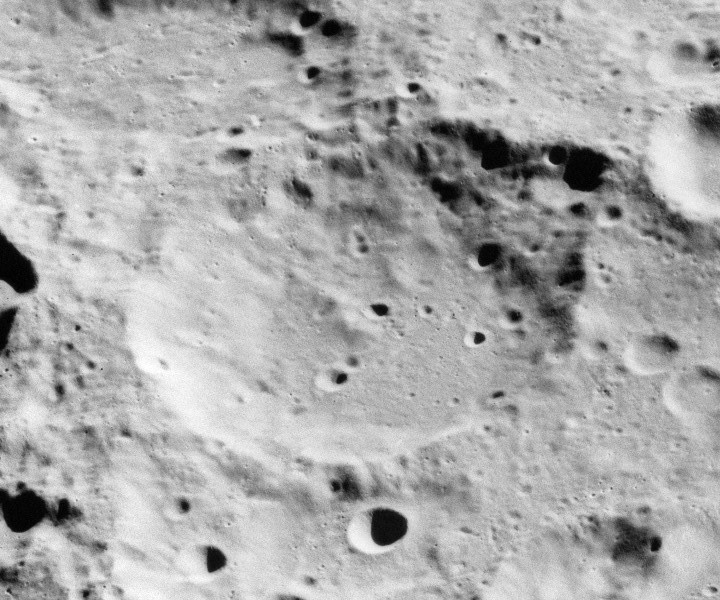
阿波罗16号拍摄的斜视图

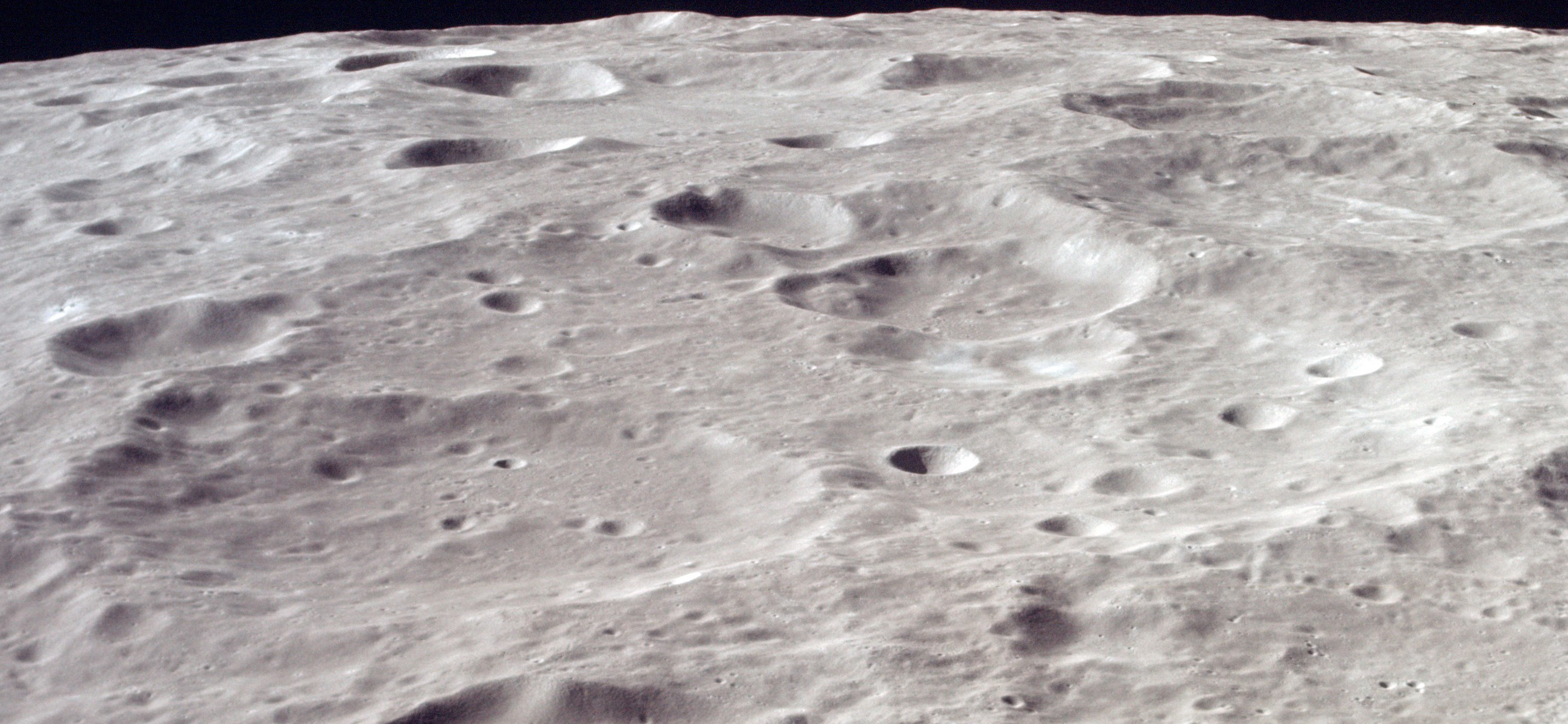
阿波罗12号拍摄的斜视图，比松环形山位于左下方，横跨整个画面的是更大卫星坑「比松 Z」，中右是「比松 X」和「比松 Y」，「比松 V」则位于比松环形山的左侧；右上方是菲尔索夫环形山和卫星坑「菲尔索夫 K」，照片中后方是「菲尔索夫 S」。

该陨坑北面坐落了菲尔索夫环形山、东北毗邻阿布·瓦法环形山和克特西比乌斯陨石坑，古老的埃因托芬环形山位于它的西南，东南则几乎与维萨里环形山相接壤，在比松环形山的东南面分布有一处明亮的旋涡状结构。
该陨坑中心月面坐标为1°28′S 112°57′E / 1.47°S 112.95°E，直径61.27公里，
深约2.72公里。
比松环形山的坑壁已部分磨损，北侧段相对最低，它的坑壁最大高出周边地形1220米，内部容积约有3199.78公里3，坑底表面较为平坦，中心点附近坐落了一道中央山脊，东南部地表略微隆起。
该陨坑以东500公里坐落了巨大的门捷列夫环形山，向西相同距离则为史密斯海，它所处区域海拨相对较高，可能形成于门捷列夫环形山撞击事件所溅射出的喷出物。

## 卫星陨石坑
按惯例，最靠近比松环形山的卫星坑将在月图上以字母标注在它的中心点旁边。

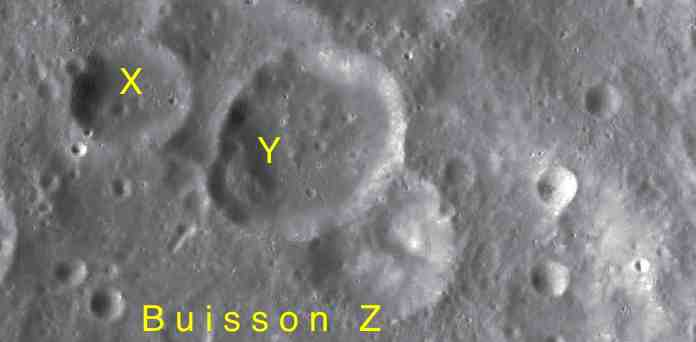
LAC-65 区域图

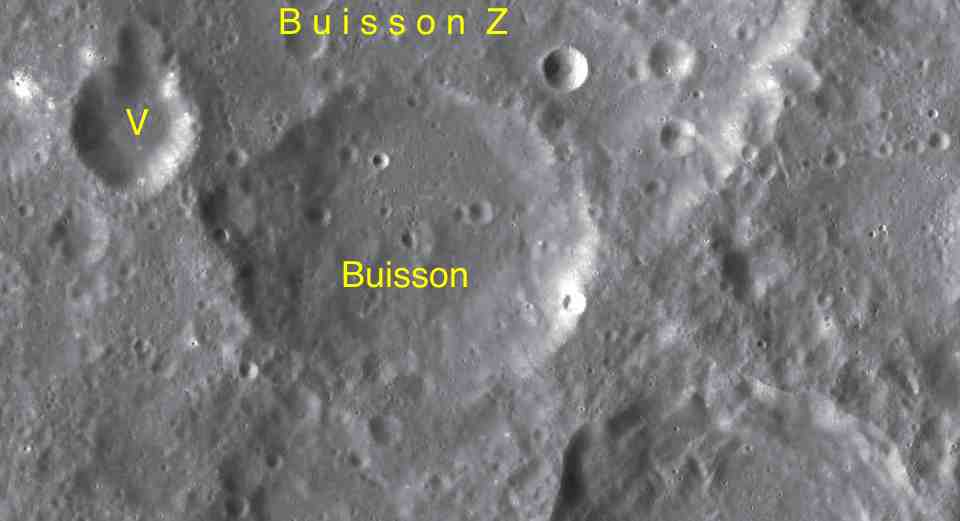
LAC-83 区域图

| 比松 | 纬度    | 经度      | 直径      |
| ---- | ------- | --------- | --------- |
| V    | 0.77° S | 111.35° E | 24.4公里  |
| X    | 1.4° N  | 112.09° E | 19.3公里  |
| Y    | 1.12° N | 113.08° E | v公里     |
| Z    | 0.13° S | 113.29° E | 115.0公里 |

## 另请参阅
- Andersson, L. E.; Whitaker, E. A. . NASA RP-1097. 1982.
- Blue, Jennifer. . USGS. July 25, 2007  [2007-08-05]. （原始内容存档于2012-04-08）.
- Bussey, B.; Spudis, P. . New York: Cambridge University Press. 2004. ISBN 978-0-521-81528-4.
- Cocks, Elijah E.; Cocks, Josiah C. . Tudor Publishers. 1995. ISBN 978-0-936389-27-1.
- McDowell, Jonathan. . Jonathan's Space Report. July 15, 2007  [2007-10-24]. （原始内容存档于2012-05-26）.
- Menzel, D. H.; Minnaert, M.; Levin, B.; Dollfus, A.; Bell, B. . Space Science Reviews. 1971, 12 (2): 136–186. Bibcode:1971SSRv...12..136M. doi:10.1007/BF00171763.
- Moore, Patrick. . Sterling Publishing Co. 2001. ISBN 978-0-304-35469-6.
- Price, Fred W. . Cambridge University Press. 1988. ISBN 978-0-521-33500-3.
- Rükl, Antonín. . Kalmbach Books. 1990. ISBN 978-0-913135-17-4.
- Webb, Rev. T. W.  6th revised. Dover. 1962. ISBN 978-0-486-20917-3.
- Whitaker, Ewen A. . Cambridge University Press. 1999. ISBN 978-0-521-62248-6.
- Wlasuk, Peter T. . Springer. 2000. ISBN 978-1-85233-193-1.